# Groupe de Hickson 53
Le groupe compact de Hickson 53 comprend quatre galaxies situées dans la constellation du Lion. La distance moyenne entre ce groupe et la Voie lactée est d'environ 97,4 Mpc (∼318 millions d'al). 

## Membres
Le tableau ci-dessous liste les quatre galaxies du groupe compact de Hickson 53.  
| Nom       | Désignations       | Classification | Type                  | α (J2000.0)   | δ (J2000.0) | Vitesse radiale (km/s) | Magnitude apparente    | Distance (Mpc) | Diamètre (kal) |
| --------- | ------------------ | -------------- | --------------------- | ------------- | ----------- | ---------------------- | ---------------------- | -------------- | -------------- |
| NGC 3697  | HCG 53A            | SABb           | Spirale intermédiaire | 11h 28m 50.4s | 20° 47′ 42″ | 6263 ± 6               | 13,1                   | 97,2 ± 6,8     | 212            |
| PGC 35360 | HCG 53B, NGC 3697C | S0             | Lenticulaire          | 11h 28m 59.9s | 20° 44′ 21″ | 6319 ± 2               | 14,2                   | 98,0 ± 6,9     | 105            |
| PGC 35355 | HCG 53C, NGC 3697B | SBd            | Spirale barrée        | 11h 28m 58.5s | 20° 44′ 59″ | 6249 ± 3               | 14,4                   | 97,0 ± 6,8     | 72             |
| PGC 35381 | HCG 53D            | Sc             | Spirale               | 11h 29m 14.6s | 20° 46′ 23″ | 6267 ± 7               | 15,251 +/- 0,010 asinh | 97,3 ± 6,8     | 69             |

Le site DeepskyLog permet de trouver aisément les constellations des galaxies mentionnées dans ce tableau ou si elles ne s'y trouvent pas, l'outil du site constellation permet de le faire à l'aide des coordonnées de la galaxie. Sauf indication contraire, les données proviennent du site NASA/IPAC.